# Разводная улица
Разводная улица — улица в Петергофе. Проходит от Разводной площади до Озерковой улицы.

## История
Проходит от улицы Морского Десанта до Озерковой улицы. Своё название получила в 1837 году от Разводной площади, от которой улица начиналась. Первоначально улица доходила до Лагерной улицы (трассы современного бульвара Разведчика). В 1920-х годах улицу продлили до Озерковой улицы и переименовали в улицу Коминтерна.
Решением Малого Совета Санкт-Петербургского городского Совета народных депутатов от 01.09.1993 г. за № 324 улице Коминтерна было возвращено историческое название — Разводная улица.

## Достопримечательности
- Дом № 1, лит. А — дом флигель-адъютантский[2].
- Дом № 3, лит. А  781711204790006 — Дом Второй Министерский, арх. Иосиф Шарлемань, стиль необарокко, середина XIX века[3].
- Дом № 5  781721204870005 — дача Разумовской[4];
- Дом № 7 — сторожка усадьбы Красовского, вторая половина XIX века[5].
- Дом № 15  781711203710005 — бывшая Военная школа[6]. Ныне в здании расположен Военный институт (Военно-морской политехнический) Военно-морской академии имени Адмирала Флота Советского Союза Н. Г. Кузнецова (бывший Военно-морской институт радиоэлектроники имени А. С. Попова).

## Общественный транспорт
От Санкт-Петербургского проспекта до бульвара Разведчика автобус № 350 по Озерковой и Блан-Менильской улицам, бульвару Разведчика и снова по Разводной улице на Эрлеровский бульвар. От Эрлеровского бульвара в обратную сторону № 355. Также от Эрлеровского бульвара до бульвара Разведчика проходит автобус № 354 через Старый Петергоф, в Университет.